# Пиккар, Лейла
Ле́йла Пикка́р (фр. Leila Piccard; род. 11 января 1971, Лез-Сейсье) — французская горнолыжница, успешно выступавшая в слаломе, гигантском слаломе и супергиганте. Представляла сборную Франции по горнолыжному спорту на всём протяжении 1990-х годов, бронзовая призёрка чемпионата мира, победительница этапа Кубка мира, четырёхкратная чемпионка французского национального первенства, участница двух зимних Олимпийских игр.

## Биография
Лейла Пиккар родилась 11 января 1971 года в горнолыжном курорте Лез-Сейсье департамента Савойя, Франция. Родители дали ей имя под впечатлением от песни Эрика Клэптона «Layla». Проходила подготовку в местном клубе Club Ski les Saisies 73, тренировалась вместе со своими братьями Франком, Яном, Тедом и Джеффом, которые впоследствии тоже стали достаточно известными горнолыжниками.
В 1992 году вошла в основной состав французской национальной сборной и дебютировала в Кубке мира. Год спустя выступила на чемпионате мира в Мориоке, заняла в программе супергиганта 37 место.
Благодаря череде удачных выступлений удостоилась права защищать честь страны на зимних Олимпийских играх 1994 года в Лиллехаммере — стартовала здесь в слаломе и гигантском слаломе, но в обеих дисциплинах провалила вторые попытки и не показала никакого результата. В этом сезоне также впервые попала в число призёров Кубка мира, выиграв бронзовую медаль в гигантском слаломе на соревнованиях в итальянском Кортина-д’Ампеццо.
В 1996 году выступила на мировом первенстве в Сьерра-Неваде, где стала в гигантском слаломе тринадцатой. В следующем сезоне побывала на аналогичных соревнованиях в Сестриере, откуда привезла награду бронзового достоинства, выигранную в программе гигантского слалома — пропустила вперёд только итальянку Дебору Компаньони и швейцарку Карин Ротен. При этом в слаломе показала здесь четырнадцатый результат.
В октябре 1997 года Пиккар одержала первую и единственную победу в Кубке мира, обойдя всех соперниц в параллельном слаломе на домашнем этапе в коммуне Тинь.
Находясь в числе лидеров горнолыжной команды Франции, благополучно прошла отбор на Олимпийские игры 1998 года в Нагано. В слаломе шла шестой после первой попытки, но вторую попытку не завершила. В гигантском слаломе сошла с дистанции уже во время выполнения первой попытки.
Впоследствии оставалась действующей спортсменкой вплоть до 2000 года. В течение своей спортивной карьеры Лейла Пиккар в общей сложности четыре раза поднималась на подиум Кубка мира, в том числе имеет в послужном списке одну золотую медаль и три бронзовые. Ей так и не удалось выиграть Хрустальный глобус, но в одном из сезонов она была в слаломе шестой. Наивысшая позиция в общем зачёте всех дисциплин — 13 место. Является, помимо всего прочего, четырёхкратной чемпионкой Франции по горнолыжному спорту.